# Goshen (Vermont)
Goshen ist eine Town im Addison County des Bundesstaates Vermont in den Vereinigten Staaten mit 172 Einwohnern (laut Volkszählung von 2020).

## Geografie

### Geografische Lage
Goshen liegt inmitten der Höhenzüge der Green Mountains und bietet durch die Unebenheit des Geländes nur wenig landwirtschaftliche Nutzfläche. Wichtigster Wasserlauf ist der Leicester River, die höchste Erhebung mit etwa 1017 m ist der Cape Lookoff Mountain im Westen der Town.

### Nachbargemeinden
Alle Angaben als Luftlinien zwischen den offiziellen Koordinaten der Orte aus der Volkszählung 2010.
- Norden: Ripton, 17,3 km
- Nordosten: Hancock, 9,5 km
- Osten: Rochester, 4,5 km
- Süden: Chittenden, 10,5 km
- Südwesten: Brandon, 26,9 km
- Westen: Leicester, 29,1 km
- Nordwesten: Salisbury, 30,2 km

### Klima
Die mittlere Durchschnittstemperatur Goshens liegt zwischen −7 °C (19 °Fahrenheit) im Januar und 20 °C (68 °Fahrenheit) im Juli. Damit ist der Ort gegenüber dem langjährigen Mittel der USA im Winter um etwa 10 Grad kühler, während im Sommer das untere Mittel in den USA erreicht wird. Die Schneefälle zwischen Mitte Oktober und Mitte Mai liegen mit bis zu fünfeinhalb Metern etwa doppelt so hoch wie die mittlere Schneehöhe in den USA, die tägliche Sonnenscheindauer liegt am unteren Rand des Wertespektrums der USA.

## Geschichte
Goshen gehört zu den späten Landvergaben im Bereich des heutigen Vermonts: es wurde am 23. Februar 1782 mit 13.000 acres (etwa 52,6 km²) ausgewiesen; dazu wurden noch zwei Gores im angrenzenden Caledonia County zugeschlagen: unbeabsichtigt entstandene Landstücke mit 2828 bzw. 7839 acres (11,4 bzw. 31,7 km²), die durch fehlerhafte Vermessungen zustande kamen. Die Landfläche wurde aber erst am 2. Februar 1792 an 66 Interessenten, die vorwiegend aus Litchfield County in Connecticut stammten, verkauft, woraufhin eine Diskussion aufkam, ob die beiden Gores möglicherweise groß genug wären, um als eigenständige Towns angeboten zu werden. Nachdem diese Diskussion zugunsten der Angliederung der Flächen an Goshen entschieden war, wurde in einem zweiten Grant am 1. November 1798 denselben 66 Landkäufern des ersten Grants der Besitz der Fläche nochmals bestätigt. Der erste Siedler wurde im März 1807 registriert, der zweite Siedler erst ein Jahr später. Die konstituierende Stadtversammlung fand am 29. März 1814 statt; zu diesem Zeitpunkt lebten 17 Familien auf dem Gebiet der Town. Der Census von 1800 dokumentiert allerdings bereits 4 Einwohner in Goshen, deren Herkunft oder Verbleib unbekannt ist und mit den diversen Geschichtsschreibungen Vermonts nicht in Einklang zu bringen sind.
Am 9. November 1814 wurde der Nordteil der durch einen unglücklich gelegenen, unbewohnbaren Höhenzug physisch zweigeteilte und nur schwach besiedelte Town Philadelphia dem Gebiet Goshens zugeschlagen.
Die abgeschiedene Lage der Gemeinde inmitten der Berge, die nur in den Talkesseln eine flächenhafte Besiedlung zulassen, ließ die ab etwa 1845 durch Vermont geschlagenen Eisenbahnstrecken an Goshen vorbeigeführt werden, so dass keine Industrialisierung und keine bemerkenswerte Vergrößerung des Absatzgebietes für die landwirtschaftlichen Produkte zu verzeichnen war. Die nun vorhandenen Transportmöglichkeiten führten aber zu einer Abwanderungsbewegung aus der Town in die Metropolen an der Ostküste, die mit Arbeitsplätzen in neuen Fabriken und Häfen lockten sowie in die nun erreichbaren Pionierstädte des Westens, von denen man sich besser zu nutzende Landflächen versprach. Zwischen 1840 und 1860 sank die Bevölkerungszahl der schon vorher schwach besiedelten Town auf fast die Hälfte. Der Trend setzte sich weiter fort.
Bürgerkrieg, Erster Weltkrieg, die Weltwirtschaftskrise Ende der 1920er Jahre und der Zweite Weltkrieg hinterließen keine großen Spuren in Goshen; lediglich die Bevölkerungszahl sank kontinuierlich – bis zum Census 1950 – weiter ab und erholte sich danach nur wenig. Im Juni 1969 wurde die letzte der vier Ein-Raum-Schulen der Gemeinde geschlossen; die wenigen Kinder werden seither im benachbarten Brandon unterrichtet. Erst seit der Entwicklung des nahen Middlebury zu einem lokalen Zentrum, insbesondere durch sein College, steigt die Bevölkerungszahl wieder, ohne aber im Mindesten die Bevölkerungsdichte vor dem Bahnbau zu erreichen.
Seit der ersten Besiedlung wird Goshen in erster Linie landwirtschaftlich genutzt. Holzwirtschaft hat wegen der unzureichenden Transportwege keinen großen Umfang entwickelt; die Bewohner verdienen ihr Geld mit dem Anbau von Kartoffeln und Getreide; die bis ins zweite Drittel des 19. Jahrhunderts in Vermont weit verbreitete Schafzucht ist zugunsten einer gering ausgebauten Milchviehwirtschaft aufgegeben worden. Durch den im Osten der Town über die Green Mountains verlaufenden Appalachian Trail sind auch Touristen in der Town zu verzeichnen.

### Einwohnerentwicklung
| Volkszählungsergebnisse – Town of Goshen, Vermont | Volkszählungsergebnisse – Town of Goshen, Vermont | Volkszählungsergebnisse – Town of Goshen, Vermont | Volkszählungsergebnisse – Town of Goshen, Vermont | Volkszählungsergebnisse – Town of Goshen, Vermont | Volkszählungsergebnisse – Town of Goshen, Vermont | Volkszählungsergebnisse – Town of Goshen, Vermont | Volkszählungsergebnisse – Town of Goshen, Vermont | Volkszählungsergebnisse – Town of Goshen, Vermont | Volkszählungsergebnisse – Town of Goshen, Vermont | Volkszählungsergebnisse – Town of Goshen, Vermont |
| Jahr                                              | 1800                                              | 1810                                              | 1820                                              | 1830                                              | 1840                                              | 1850                                              | 1860                                              | 1870                                              | 1880                                              | 1890                                              |
| ------------------------------------------------- | ------------------------------------------------- | ------------------------------------------------- | ------------------------------------------------- | ------------------------------------------------- | ------------------------------------------------- | ------------------------------------------------- | ------------------------------------------------- | ------------------------------------------------- | ------------------------------------------------- | ------------------------------------------------- |
| Einwohner                                         | 4                                                 | 86                                                | 290                                               | 555                                               | 621                                               | 486                                               | 394                                               | 330                                               | 326                                               | 311                                               |
| Jahr                                              | 1900                                              | 1910                                              | 1920                                              | 1930                                              | 1940                                              | 1950                                              | 1960                                              | 1970                                              | 1980                                              | 1990                                              |
| Einwohner                                         | 286                                               | 212                                               | 131                                               | 84                                                | 83                                                | 94                                                | 76                                                | 120                                               | 163                                               | 226                                               |
| Jahr                                              | 2000                                              | 2010                                              | 2020                                              | 2030                                              | 2040                                              | 2050                                              | 2060                                              | 2070                                              | 2080                                              | 2090                                              |
| Einwohner                                         | 227                                               | 164                                               | 172                                               |                                                   |                                                   |                                                   |                                                   |                                                   |                                                   |                                                   |

## Wirtschaft und Infrastruktur

### Verkehr
Die Vermont State Route 73 führt in Ost-West-Richtung durch den südlichen Teil der Town und verbindet über die Green Mountains hinweg Rochester im Osten mit der Vermont State Route 7 und damit mit den lokalen Zentren Middlebury im Norden und Rutland im Süden.

### Öffentliche Einrichtungen
Goshen verfügt über keine eigenständigen öffentlichen Einrichtungen. Das nächstgelegene Krankenhaus ist das Porter Medial Center in Middlebury.

### Bildung
Goshen gehört mit Brandon, Chittenden, Leicester, Mendon, Pittsford, Sudbury und Whiting zur Rutland Northeast Supervisory Union.
Es gibt in Goshen keine Bibliothek. Die nächstgelegenen befinden sich in Brandon, Middlebury oder Killington.